# Аида (име)
Аида (мађ. Aida), је женско име које се користи у мађарском језику, постало је популарно када је Ђузепе Верди написао своју оперу Аида .

## Имендан
- 2. фебруар.
- 31. август.

## Познате личности
- Мохамед Аида (енгл. Mohamed Aida), турски спортиста